# Chevrolet G506
El Chevrolet G506 fue una serie de camiones Chevrolet de 1,5 toneladas utilizados por el Ejército de los Estados Unidos durante y después de la Segunda Guerra Mundial.

## Historia
El ejército de Estados Unidos utilizó mucho de estos camiones 4x4, de 1,5 toneladas, construidos en gran cantidad por la Chevrolet Motor División de GMC.
El chasis de camión G506 se utilizó como base para varios modelos diferentes que estuvieron en servicio a lo largo de la Segunda Guerra Mundial y la guerra de Corea. Todos estos vehículos de la serie G506 fueron impulsados por el motor Chevrolet de seis cilindros y de 83 CV, asociados dos cajas de transferencia de velocidad.
Durante la Segunda Guerra Mundial Estados Unidos envió a la Unión Soviética 151.053 camiones G506, como parte del Programa de Préstamo y Arriendo, los rusos pensaban que estos camiones eran mejores que los que se fabricaban en su país y la capacidad de suministros en los frentes bélicos por parte de los rusos mejoró en la primavera de 1943 merced a estos vehículos.